# Tyrone Mings
Tyrone Mings, né le 13 mars 1993 à Bath, est un footballeur international anglais qui évolue au poste de défenseur à Aston Villa.

## Biographie

### Ipswich Town
Le 1er juillet 2012, il rejoint le club d'Ipswich Town.

### AFC Bournemouth
Le 26 juin 2015, il rejoint l'AFC Bournemouth.

### Aston Villa
Le 31 janvier 2019, Mings est prêté à Aston Villa jusqu'à la fin de la saison.
Le 2 février 2019, lors de son premier match sous les couleurs d'Aston Villa face à Reading (match nul 0-0), il blesse Nélson Oliveira en lui marchant sur le visage.
Six jours plus tard, il inscrit son premier but avec les Villans, menés alors 3-0 contre Sheffield United, en réduisant le score d'une tête sur un corner frappé par Conor Hourihane. Villa accroche finalement le point du nul en inscrivant deux autres buts dans les dernières minutes du match. Mings inscrit donx deux buts en dix-huit matchs sous le maillot d'Aston Villa au cours de cette saison en prêt.
Le 8 juillet 2019, il s'engage définitivement avec Aston Villa.
Rapidement titulaire au sein de la défense centrale de Villa, Mings prend part à trente-trois des trente-huit matchs de championnat en 2019-2020, puis trente-six sur trente-huit en 2020-2021.
À l'aube de la saison 2021-2022, il est nommé capitaine d'Aston Villa à la suite du départ de Jack Grealish. Le 17 février 2023, le club annonce avoir prolongé le contrat du joueur jusqu'en 2026.

### En sélection nationale
Le 15 novembre 2019, il marque son premier but international contre Saint-Marin lors des éliminatoires de la Coupe du monde de football 2022 (victoire 10-0).

## Statistiques

### En club
| Saison                | Club                  | Championnat           | Championnat | Championnat | Coupe nationale | Coupe nationale | Coupe de la Ligue | Coupe de la Ligue | Compétition(s) continentale(s) | Compétition(s) continentale(s) | Compétition(s) continentale(s) | Play-offs | Play-offs | Total | Total |
| Saison                | Club                  | Division              | M.          | B.          | M.              | B.              | M.                | B.                | Comp.                          | M.                             | B.                             | M.        | B.        | M.    | B.    |
| 2012-2013             | Ipswich Town FC       | Championship          | 1           | 0           | -               | -               | -                 | -                 | -                              | -                              | -                              | -         | -         | 1     | 0     |
| 2013-2014             | Ipswich Town FC       | Championship          | 16          | 0           | 2               | 0               | -                 | -                 | -                              | -                              | -                              | -         | -         | 18    | 0     |
| 2014-2015             | Ipswich Town FC       | Championship          | 40          | 1           | 2               | 0               | -                 | -                 | -                              | -                              | -                              | 2         | 0         | 44    | 1     |
| Sous-total            | Sous-total            | Sous-total            | 57          | 1           | 4               | 0               | -                 | -                 | -                              | -                              | -                              | 2         | 0         | 63    | 1     |
| 2015-2016             | AFC Bournemouth       | Premier League        | 1           | 0           | -               | -               | 1                 | 0                 | -                              | -                              | -                              | -         | -         | 2     | 0     |
| 2016-2017             | AFC Bournemouth       | Premier League        | 7           | 0           | 1               | 0               | 1                 | 0                 | -                              | -                              | -                              | -         | -         | 9     | 0     |
| 2017-2018             | AFC Bournemouth       | Premier League        | 4           | 0           | -               | -               | 1                 | 0                 | -                              | -                              | -                              | -         | -         | 5     | 0     |
| 2018-2019             | AFC Bournemouth       | Premier League        | 5           | 0           | -               | -               | 2                 | 0                 | -                              | -                              | -                              | -         | -         | 7     | 0     |
| Sous-total            | Sous-total            | Sous-total            | 17          | 0           | 1               | 0               | 5                 | 0                 | -                              | -                              | -                              | -         | -         | 23    | 0     |
| 2018-2019             | Aston Villa FC (prêt) | Championship          | 15          | 2           | -               | -               | -                 | -                 | -                              | -                              | -                              | 3         | 0         | 18    | 2     |
| 2019-2020             | Aston Villa FC        | Premier League        | 33          | 2           | -               | -               | 3                 | 0                 | -                              | -                              | -                              | -         | -         | 36    | 2     |
| 2020-2021             | Aston Villa FC        | Premier League        | 36          | 2           | -               | -               | 1                 | 0                 | -                              | -                              | -                              | -         | -         | 37    | 2     |
| 2021-2022             | Aston Villa FC        | Premier League        | 36          | 1           | 1               | 0               | -                 | -                 | -                              | -                              | -                              | -         | -         | 37    | 1     |
| 2022-2023             | Aston Villa FC        | Premier League        | 35          | 1           | -               | -               | 2                 | 0                 | -                              | -                              | -                              | -         | -         | 37    | 1     |
| 2023-2024             | Aston Villa FC        | Premier League        | 1           | 0           | -               | -               | -                 | -                 | -                              | -                              | -                              | -         | -         | 1     | 0     |
| 2024-2025             | Aston Villa FC        | Premier League        | 14          | 0           | 2               | 0               | 1                 | 0                 | C1                             | 4                              | 0                              | -         | -         | 21    | 0     |
| 2025-2026             | Aston Villa FC        | Premier League        | 1           | 0           | -               | -               | -                 | -                 | C3                             | 0                              | 0                              | -         | -         | 1     | 0     |
| Sous-total            | Sous-total            | Sous-total            | 171         | 8           | 3               | 0               | 7                 | 0                 | -                              | 4                              | 0                              | 3         | 0         | 188   | 8     |
| Total sur la carrière | Total sur la carrière | Total sur la carrière | 245         | 9           | 8               | 0               | 12                | 0                 | -                              | 4                              | 0                              | 5         | 0         | 274   | 9     |

### En sélections nationales
| Saison                | Sélection             | Phases finales        | Phases finales | Phases finales | Phases finales | Éliminatoires | Éliminatoires | Éliminatoires | Ligue des nations | Ligue des nations | Ligue des nations | Matchs amicaux | Matchs amicaux | Matchs amicaux | Total | Total | Total |
| Saison                | Sélection             | Compétition           | M              | B              | Pd             | M             | B             | Pd            | M                 | B                 | Pd                | M              | B              | Pd             | M     | B     | Pd    |
| --------------------- | --------------------- | --------------------- | -------------- | -------------- | -------------- | ------------- | ------------- | ------------- | ----------------- | ----------------- | ----------------- | -------------- | -------------- | -------------- | ----- | ----- | ----- |
| 2019-2020             | Angleterre            | -                     | -              | -              | -              | 2             | 0             | 0             | -                 | -                 | -                 | -              | -              | -              | 2     | 0     | 0     |
| 2020-2021             | Angleterre            | Euro 2021             | 3              | 0              | 0              | 1             | 0             | 0             | 3                 | 0                 | 0                 | 4              | 0              | 1              | 11    | 0     | 1     |
| 2021-2022             | Angleterre            | -                     | -              | -              | -              | 3             | 1             | 0             | -                 | -                 | -                 | 1              | 1              | 0              | 4     | 2     | 0     |
| 2022-2023             | Angleterre            | -                     | -              | -              | -              | 1             | 0             | 0             | -                 | -                 | -                 | -              | -              | -              | 1     | 0     | 0     |
| Total sur la carrière | Total sur la carrière | Total sur la carrière | 3              | 0              | 0              | 7             | 1             | 0             | 3                 | 0                 | 0                 | 5              | 1              | 1              | 18    | 2     | 1     |

## Palmarès

### En club
- Aston Villa
  - Finaliste de la Coupe de la Ligue anglaise en 2020.

### En sélection
- Angleterre
  - Finaliste du Championnat d'Europe en 2020.